# Nokomis (Illinois)
Pour les articles homonymes, voir Nokomis (homonymie).
Nokomis est une petite ville du comté de Montgomery dans l'Illinois aux États-Unis. Elle est incorporée le 28 avril 1893.

## Démographie
Lors du recensement de 2010, la ville comptait une population de 2 256 habitants. Elle est estimée, en 2016, à 2 156 habitants.

## Source de la traduction
- (en) Cet article est partiellement ou en totalité issu de l’article de Wikipédia en anglais intitulé « Nokomis, Illinois » (voir la liste des auteurs).